# Milan Babić
Milan Babić (26 de febrer de 1956 - 5 de març de 2006) va ser des de 1991 a 1995 el primer president de la República sèrbia de Krajina, regió en gran part poblada de serbis que se separava de Croàcia. Processat per crims de guerra pel Tribunal Penal Internacional per a l'antiga Iugoslàvia (ICTY), el 2004, després d'admetre la seva culpabilitat va ser condemnat a 13 anys de presó. Se'l va trobar mort el 6 de març de 2006 a la seva cel·la de La Haia, aparentment per haver-se suïcidat.